# Рассел Горнсбі
Ра́ссел Го́рнсбі (англ. Russell Hornsby; нар. 15 травня 1974, Окленд, Каліфорнія, США) — американський актор театру і телебачення. Найбільш відомий з ролі Генка Гріффіна в телесеріалі NBC «Грімм».

## Біографія
Горнсбі був футболістом в коледжі Святої Марії в Берклі, штат Каліфорнія. Він пробувався на весняний мюзикл і дістав роль Опудала в «Мудреці з Країни Оз». Після цього він зацікавився театром і брав участь у решті шкільних постановках. Після закінчення школи він вивчав театр у Бостонському університеті, який закінчив зі ступенем у галузі продуктивності. По закінченні університету Горнсбі продовжив навчання в Британській академії Оксфордського університету, де вивчав театральне мистецтво.

## Фільмографія
| Рік       | Українська назва                    | Оригінальна назва                 | Роль              | Примітки                |
| --------- | ----------------------------------- | --------------------------------- | ----------------- | ----------------------- |
| 2022      | Зникла                              | Last Seen Alive                   | Детектив Патерсон |                         |
| 2018      | Крід II: Спадок Роккі Бальбоа       | Creed II                          | Бадді Марсель     |                         |
| 2011—     | Грімм                               | Grimm                             | Генк Гріффін      | Постійна роль           |
| 2009      | Лікування                           | In Treatment                      | Люк               |                         |
| 2009      |                                     | Army of Two: The 40th Day         | Тайсон Ріос       | Відео-гра, озвучування  |
| 2008      | Army of Two                         | Army of Two                       | Тайсон Риос       | Видео-игра, озвучування |
| 2007      | Засідка                             | Stuck                             | Рашид             |                         |
| 2007      |                                     | Lincoln Heights                   | Едді Саттон       |                         |
| 2005      | Розбагатій або помри                | Get Rich Or Die Tryin'            | Оделл             |                         |
| 2005      | Закон і порядок: Спеціальний корпус | Law & Order: Special Victims Unit | Елвін Датч        |                         |
| 2005      | Анатомія Грей                       | Grey's Anatomy                    | Дігбі Оуенс       |                         |
| 2003      |                                     | Playmakers                        | Леон Тейлор       |                         |
| 2002      | Той, що говорить із привидами       | Haunted                           | Маркус Бредшоу    |                         |
| 2002      | Великий товстий брехун              | Big Fat Liar                      | Маркус Дункан     |                         |
| 2000—2001 | Схрещування Гідеона                 | Gideon's Crossing                 | Доктор Аарон Бойз |                         |
| 2000      | Знайомство з батьками               | Meet the Parents                  | Нічний кур'єр     |                         |
| 1999      | Закон і порядок                     | Law & Order                       | Денні Руїз        |                         |